# Selkisaari (ö i Jämsä, Kolhinselkä)
Selkisaari är en ö i Finland. Den ligger i sjön Eväjärvi och i kommunen Jämsä i den ekonomiska regionen  Jämsä  och landskapet Mellersta Finland, i den södra delen av landet, 190 km norr om huvudstaden Helsingfors. Öns area är 0,2 hektar och dess största längd är 70 meter i sydväst-nordöstlig riktning.